# Miasmatheorie

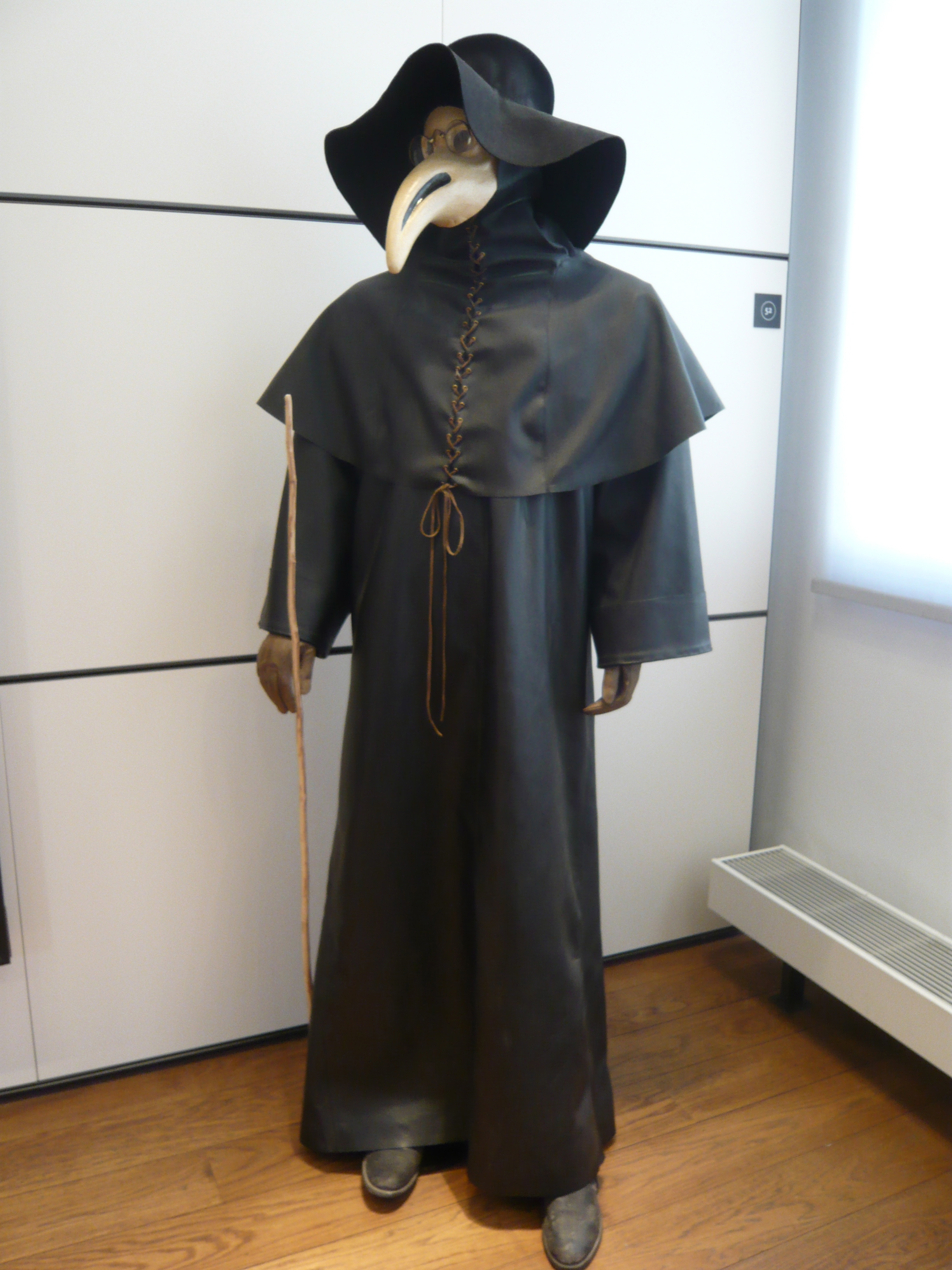
Pestdokters in Europa droegen een leren kostuum en een met welriekende kruiden gevulde snavel als bescherming tegen miasmen. Reconstructie in het Gasthuis Onze-Lieve-Vrouw met de Roos.

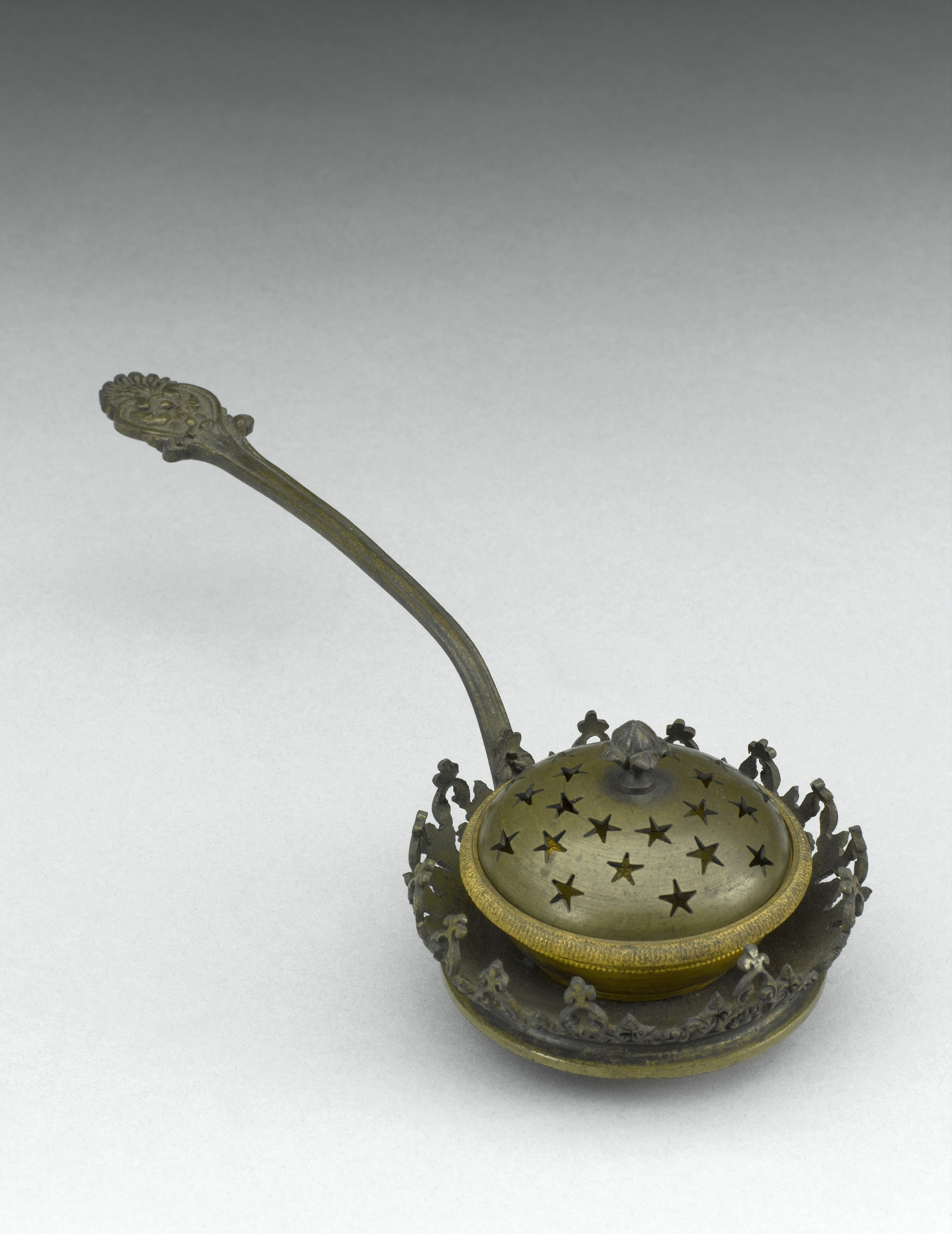
Koperen fumigator uit Frankrijk (1741-1850), waarmee men ziekmakende lucht meende te verdrijven.

De miasmatheorie was een etiologisch leerstuk dat de oorzaak van epidemieën zocht bij slechte lucht, meer bepaald de uitwasemingen van rottende materie. De moeraslucht zelf werd verantwoordelijk gehouden voor malaria (van het Italiaanse mala aria, slechte lucht) en ook andere ziekten bracht men lang in verband met stank. Uiteindelijk was het de studie van cholera in de 19e eeuw die korte metten maakte met de theorie.

## Etymologie en religieuze achtergrond
De Oudgriekse term miasma (μίασμα), te vertalen als 'bevlekking' of 'verontreiniging', was aanvankelijk een moreel-religieuze smet die gedragen werd door een persoon. De betekenis blijkt uit verschillende tragedies. Zo gebruikt Sophocles het woord om de onreinheid van de buiten zijn weten om schuldige Koning Oedipus aan te duiden. Als magisch-religieus concept sloot het een gevaar voor besmetting in (wie onrein was kon andere personen, gebouwen, plekken... waarmee hij in contact kwam aantasten) en een nood aan rituele zuivering (katharmos). Ook het verband met ziekte werd gelegd: vanwege Oedipus zond Apollon een epidemie naar de stad Thebe.
In het jodendom bestonden gelijkaardige ideeën over onreinheid en zuivering, bijvoorbeeld na het aanraken van lijken.
Het vroege christendom verzette zich aanvankelijk tegen het magisch-religieuze idee dat kruidenverbranding de lucht kon zuiveren, maar gaf in zoverre toe dat wierook een plaats kreeg in zijn rituelen. Uiteindelijk resulteerde de bestrijding van ziektes ook tot de ontwikkeling van een vaccin.

## Geschiedenis
Als medische theorie was miasma in alle grote Euraziatische beschavingen bekend: Europa, India, China.
In de Griekse geschriften is de ontwikkeling van het concept te volgen. Hippocrates bestreed het idee van ziekte als goddelijke straf en van besmetting door fysiek contact. In dit laatste aspect stond zijn gerationaliseerde visie op verontreiniging paradoxaal genoeg verder van de moderne wetenschap. Volgens het Corpus Hippocraticum kunnen miasmen (meervoud) de lucht bezoedelen en na inademing het menselijk lichaam ziek maken. Zo verklaarde Hippocrates epidemieën. Commentatoren zagen de miasmen als opstijgend uit de aarde (door rottingsprocessen, bv. moerassen, onbegraven lijken...) of neerdalend uit de hemel (vandaar het verband met astrologie, dat nog vele eeuwen zou standhouden). Aangezien er nu in elk geval een fysieke oorzaak was, bestond de oplossing niet in rituele zuivering maar in verbetering van de lucht. Selinous zou van de pest gered zijn door het water van een vervuilde rivier aan te lengen met dat van een propere.
De Romeinen namen deze hippocratische ideeën over. De encyclopedist Varro dacht dat men boerderijen door hun inplanting kon beschermen tegen pestwinden die ziektekiemen aanvoerden, waarbij hij opvallend genoeg spreekt over kleine, onzichtbare diertjes (een intrigerend inzicht dat voortbouwde op Lucretius maar niet werd opgepikt). Architect Vitruvius beschouwde steden die onder een moeraswind lagen als ongezond. Bij de Griekse arts Galenus kunnen door de lucht gedragen miasmata, afkomstig van rotting (sepsis), de humores uit balans brengen en zo tot ziekte leiden. Het gevaar van contact met zieken, dat niet onopgemerkt was, schreef hij toe aan de slechte lucht die ze uitademden.
Aan de middeleeuwse universiteiten bestudeerde men de invloed van sterrenbeelden op het voorkomen van miasmatische condities en dus van ziekten. Het invloedrijke Canon van de islamitische geleerde Avicenna legde, in het spoor van Al Kindi en Al Timimi, eerder de nadruk op aardse miasmata.
De ziekteoverdracht van persoon tot persoon werd besproken in de 16e eeuw, dankzij artsen als de Veronees Girolamo Fracastoro en diens seminaria contagiosa. Hij bleef daarnaast miasma als een ziekteoorzaak beschouwen, evenzeer als andere prominente medische auteurs zoals Jan Baptista van Helmont en Thomas Sydenham.
Aan het einde van de 18e eeuw verdween het geloof in meervoudige oorzaken en barstte een groot debat los over epidemische ziekten als pest, cholera, gele koorts en tyfus, waarbij contagionisten diametraal tegenover anticontagionisten stonden. In dit laatste kamp bevonden zich de aanhangers van de miasmatheorie, die tot ver in de 19e eeuw levendig bleef. Ze leidde tot aandacht voor hygiëne en werd bijvoorbeeld gebruikt om de haussmanniaanse opruiming van stadswijken te rechtvaardigen. Florence Nightingale steunde zich erop om het verversen van de lucht in hospitalen voor te schrijven. Een theoretische analyse van Jakob Henle concludeerde dat miasma niet levenloos was, maar werd genegeerd. Cholera-uitbraken in onhygiënische Europese steden troffen via de watertoevoer mensen die contact met zieken vermeden en leken zo de miasmatheorie te bevestigen, waardoor de doorbraken van Filippo Pacini en John Snow uit 1854 moeilijk ingang vonden. Uiteindelijk slaagde de bacteriologie er toch in het pleit in het voordeel van de contagionisten te beslechten (met dien verstande dat overbrenging van ziektekiemen via de lucht op korte afstand mogelijk bleek). Malaria bleef een moeilijk geval dat pas in 1897 ten volle werd uitgeklaard (ontdekking van plasmodium in muggenmagen door de Britse legerdokter Ronald Ross).

## Voetnoten
1. ↑  Robert Parker, Miasma. Pollution and Purification in Early Greek Religion, Oxford, Clarendon Press, 1983
2. ↑  Zie met name Over de winden en ook Over de natuur van de mensen (term: apokrisis). De auteur van Over lucht, wateren en plaatsen behandelt gelijkaardige materie zonder de term miasma te gebruiken.
3. ↑  Diogenes Laërtius, Leven van Empedocles, XI
4. ↑  Rerum rusticarum, boek I, hoofdstuk 12: Advertendum etiam, siqua erunt loca palustria, et propter easdem causas, et quod crescunt animalia quaedam minuta, quae non possunt oculi consequi, et per aera intus in corpus per os ac nares perveniunt atque efficiunt difficilis morbos.
5. ↑  De rerum naturae, boek IV, 116-120 (bestaan van onzichtbare dieren) en boek VI (slotstuk over de Atheense plaag)
6. ↑  Vitruvius, De architectura, I.4.1 (gebruikte term is nebula).
7. ↑  Slechts in één boek gebruikt hij de term 'miasma': Over de verschillen tussen koortsen.
8. ↑  Canon, 3.64-3.66
9. ↑  De contagione et contagionis morbis et eorum curatione, 1546
10. ↑  Notes on Nursing for the Labouring Classes, 1860
11. ↑  Von den Miasmen und Kontagien und von den miasmatisch-kontagiösen Krankheiten, 1840